# The House of Eliott
The House of Eliott is een Britse televisieserie, geproduceerd door de BBC. Bedenkers van de serie zijn Jean Marsh en Eileen Atkins. De muziek is gecomponeerd door Jim Parker. De serie beslaat drie seizoenen (in totaal 34 afleveringen) en werd in Groot-Brittannië voor het eerst uitgezonden van 31 augustus 1991 tot en met 6 maart 1994 (de afleveringen hebben geen aparte titel). De hoofdrollen worden vertolkt door Stella Gonet (als Beatrice Eliott) en Louise Lombard (als Evangeline Eliott).

## Inhoud
De serie speelt zich af in Londen, in de jaren 20 van de twintigste eeuw. De zussen Beatrice (30) en Evangeline Eliott (18), ook wel Bea en Evie, worden wees na het overlijden van hun tirannieke vader, Henry Eliott. Hun vader laat hen berooid en zonder enige opleiding achter en ze zijn gedwongen het huis te verkopen. Ze moeten op zoek naar werk en ondanks hun gebrek aan opleiding, krijgt Beatrice een baan als secretaresse bij fotograaf Jack Maddox (een rol van Aden Gillett). Ze heeft dit te danken aan Penelope Maddox (Francesca Folan), een feministe die liefdadigheidswerk doet, met wie Evangeline vriendschap heeft gesloten. Door bemiddeling van een tante krijgt Evangeline een baantje in het naaiatelier van een modehuis. Beide zussen hebben veel talent voor het ontwerpen en maken van kleding. Ze naaien in hun vrije tijd om geld bij te verdienen, met hulp van Tilly Watkins (gespeeld door Cathy Murphy). Later weten ze met financiële hulp van Jack Maddox een eigen modehuis te openen: The House of Eliott.
Belangrijk thema van de serie zijn de uiteenlopende problemen van vrouwen die in de jaren '20 op eigen benen willen staan en zoeken naar een zinvolle levensinvulling. Dit wordt concreet duidelijk in de persoon van hun neef Arthur (Evangeline's voogd), die de zusjes voortdurend tegenwerkt en ze zelfs "om hun eigen bestwil" een groot deel van de opbrengst van de verkoop van het huis onthoudt. Als hij later wegens een schandaal noodgedwongen naar Boston in Amerika verhuist, krijgen zij het geld alsnog. Beatrice en Evangeline kunnen hun onderneming nu uitbreiden. Ze nemen personeel aan, brengen een eigen collectie uit en maken maatwerk voor adellijke dames. Evangeline wordt mede-eigenaar van het modehuis op haar 21e verjaardag.
In het tweede seizoen worden Beatrice en Evangeline door modeontwerper Gilles Caragnac uitgenodigd om naar Parijs te komen. Hij biedt ze een contract aan. Beatrice trouwt met Jack Maddox en Evie blijft alleen in Parijs achter, waar ze werkt voor Maison Gilles. Een jaar later keert ze, met veel werk- en levenservaring, terug naar Londen. Daar krijgt ze een affaire met Sir Alexander Montford, lid van het parlement en getrouwd. Het huwelijk van Beatrice en Jack, die ondertussen films is gaan regisseren, loopt stuk op problemen rond kinderen en werkdruk. Na financiële tegenslagen gaan Beatrice en Evangeline naar Amerika met hun collectie. Eenmaal terug in Londen wordt Tilly Watkins hoofd van hun atelier.
In het derde seizoen komen Beatrice en Jack weer bij elkaar en krijgen ze een dochter, Lucy. Jack raakt politiek actief en wordt uiteindelijk gekozen tot parlementslid. The House of Eliott gaat naast de dure, op maat gemaakte haute couture ook confectiekleding ontwerpen. Dit brengt de nodige aanvangsproblemen met zich mee. Een aantal medewerksters van het atelier wordt gevolgd, zoals Tilly (die een baby krijgt die echter kort daarna overlijdt), Madge (die een relatie krijgt met een medewerker van het atelier die echter getrouwd blijkt te zijn), Agnes (die een zangcarrière nastreeft) en Betty (die financiële problemen heeft). Evangeline krijgt een relatie met kunstenaar Daniel Page. Later trouwen ze.
De makers van de serie hadden er min of meer op gerekend dat de serie een verder vervolg zou krijgen. Maar de BBC besloot aan het eind van seizoen 3 de stekker uit de serie te trekken. Daarom heeft de laatste aflevering een min of meer open einde. The House of Eliott gaat een nieuwe toekomst tegemoet die een koersverandering van de bedrijfsvoering eist, en mogelijk ook een verandering teweegbrengt in de relatie tussen Beatrice en Evangeline.

## Prijzen
De serie won twee grote prijzen. In 1993 een BAFTA Award (British Academy of Film and Television Arts Award) voor Best Costume Design. In 1994 een Emmy Award voor Outstanding Individual Achievement in Costume Design for a Series.

## De serie in Nederland
De dramaserie The House of Eliott verscheen begin jaren 90 voor het eerst op de Nederlandse televisie. De serie werd in het najaar van 1997 opnieuw uitgezonden bij de KRO. Zowel vanaf juli 2007 als vanaf juni 2009 herhaalde de KRO deze serie, met een dagelijkse uitzending.
In 2004 verscheen de serie met Nederlandse ondertiteling op dvd.